# 문지영 (피아노 연주자)
문지영(1995년 12월 9일 –)은 대한민국의 피아니스트이다.

## 생애
전라남도 여수시에 태어났다. 일곱 살 때부터 피아노를 시작했지만, 1997년의 IMF 외환위기로 인해 운영하던 가게의 문을 닫는 등의 어려움을 겪었다. 하지만, 어머니를 비롯한 가족의 노력에 힘입어 아홉 살 때 부터 피아노를 마련해 연습에 매진할 수 있었다.
2009년 4월, 폴란드 루빈스타인 국제콩쿠르에서 1위를 차지했다. 같은 해 8월에는 저소득층 아동 및 청소년들 가운데 예술 인재를 지원하기 위해 현대·기아자동차그룹이 주최하고 한국메세나협의회와 사회복지공동모금회가 각각 주관하고 후원한 아트 드림 음악콩쿠르에서 중등부 대상을 수상한 것을 계기로 음악계의 주목을 받았고, 금호문화재단에서 음악 영재로 선발되어 본격적인 활동을 시작했다. 이때부터 한국예술종합학교 김대진 교수를 만나 지도를 받았다.
2010년, 한국예술종합학교 부설 한국예술영재교육원에 입학했다.
2012년, 15살 이하 부문과 20살 이하 부문으로 나뉘어 진행되는 독일 에틀링겐 국제 청소년 피아니스트 콩쿠르에서  20살 이하 부문 1위를 차지했다.
2013년, 대원문화재단 장학생으로 선정되었다.
2014년, 한국예술종합학교 음악원 예술사 과정에 입학했다. 같은 해 국내외의 여러 대회에 출전해 입상했으며, 스위스 제네바 국제 콩쿠르에서 우승을 차지했다.
2015년, 부조니 국제 콩쿠르 피아노 부문에서 우승을 차지했다. 특히 좀처럼 우승자를 허용하지 않는 것으로 알려진 부조니 콩쿠르에서는 15년만에 처음 나온 우승자였고, 아시아 출신으로는 최초 우승자로 기록되었다. 당시 심사위원장이었던 외르크 데무스로부터 "이 시대에서는 사라졌다고 생각했던 음악성의 자연스러움을 그녀에게서 발견했다"는 호평을 받았다.
2017년, 도이체 그라모폰을 통해 로베르트 슈만의 피아노 소나타 1번으로 데뷔 후 첫번째 앨범을 발매했다. 
2019년 10월, 영국 런던의 유서깊은 연주회장 위그모어 홀에서 데뷔 연주를 가졌다.
2020년 초, 한국예술종합학교를 졸업했다. 
현재는 오스트리아 잘츠부르크에 실 거주지를 마련해 활동하고 있다.